# إمبيريال ريكوردز
التسجيلات الأمبراطورية أو أمبيريال ريكوردز (بالإنجليزية: Imperial Records)‏ شركة تسجيلات صوتية تتأسست في العام 1947 في لوس أنجلوس. كانت في البداية متخصصة في موسيقى ريذم أند بلوز والروك أند رول. مؤسسها ليو تشود تمكن من شراء وضم شركات عديدة، أبرزها علاء الدين ريكوردز سنة 1960 ثم مينت ريكوردز، قبل أن يبيع شركته في نفس السنة إلى ليبرتي ريكوردز. عادت الشركة بعد ذلك إلى النشاط سنة 2006 تحت إدارة شركة التسجيلات العملاقة إيمي، بينما تملكها الآن مجموعة يونيفرسال الموسيقية.